# Alexander Søderlund
Alexander Søderlund (Haugesund, 1987. augusztus 3. –) válogatott norvég labdarúgó, csatár. 2012-ben a Kniksen magazin őt választotta az év csatárának.

## Pályafutása

### Klubcsapatokban
2005–06-ban a Haugesund, 2006–2008 között a Vard Haugesund labdarúgója volt. 2008-ban az olasz Virtus Lanciano, majd 2008–2010 között a Treviso játékosa volt. A Treviso csapatából kölcsönben szerepelt a  belga UR Namur, a bolgár Botev Plovdiv és az izlandi FH együttesében. 2010-ben az olasz Lecco, majd ismét Vard Haugesund, 2011–2013 között újra Haugesund labdarúgója volt. 2013–2015 között a Rosenborg játékosa volt, ahol két norvég bajnoki címet szerzett és a 2015-ös idényben 22 góllal bajnoki gólkirály lett. 2016–2018 között a francia Saint-Étienne, 2018–2020 között a ismét a Rosenborg, 2020–21-ben a svéd BK Häcken, 2021-ben a török Çaykur Rizespor, 2021–2023 között újra a Haugesund labdarúgója volt. 2024 óta a Vard Haugesund játékosa.

### A válogatottban
2012 és 2017 között 32 alkalommal szerepelt a norvég válogatottban és két gólt szerzett.
2023. december 14-én bejelentette, hogy lemondja a válogatottban való szereplést.

## Sikerei, díjai
Rosenborg BK
- Norvég bajnokság (Eliteserien)
  - bajnok (2): 2015, 2018
  - gólkirály: 2015 (22 gól)
- Norvég kupa
  - győztes (2): 2015, 2018